# Black Dahlia

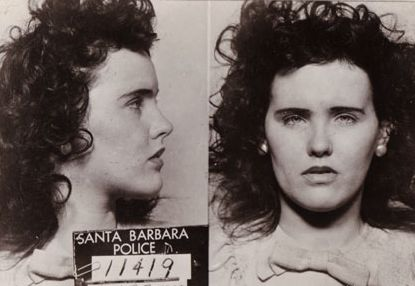
Fotografie de arest din 1943 (arestare pentru că a servit minori cu alcool)

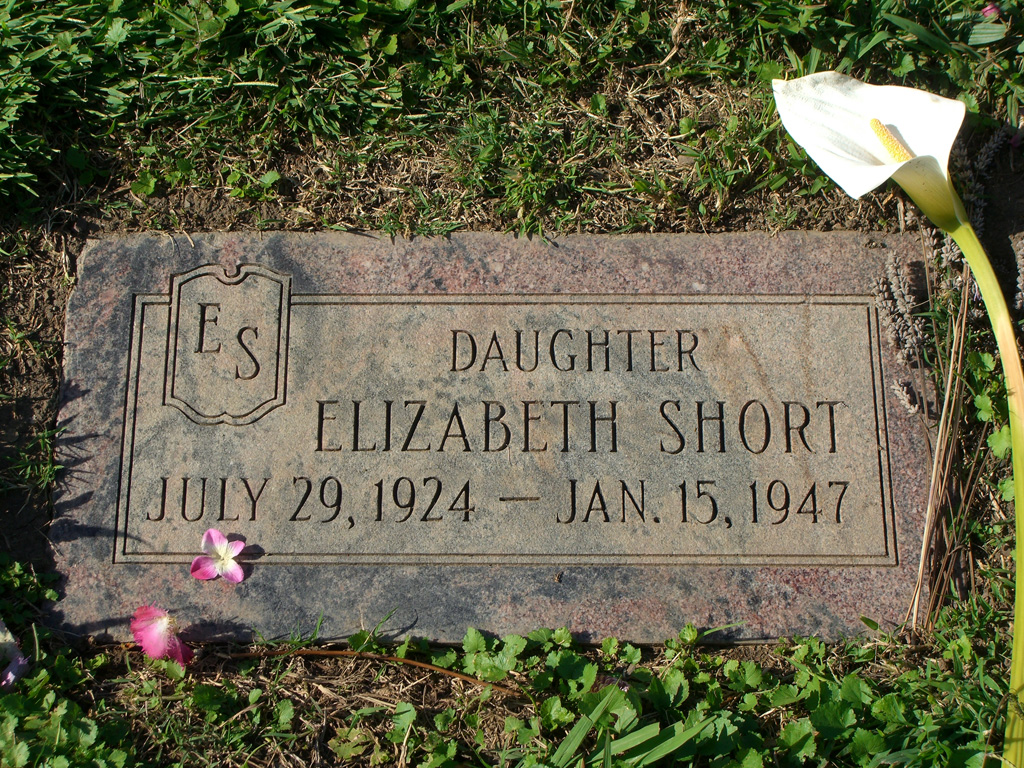
Mormântul Elizabethei Short

"Black Dahlia" este o porecla atribuită persoanei cu numele Elizabeth Short (n. 29 iulie 1924 – posibil că a fost ucisă pe data de 15 ianuarie 1947), a fost o americană devenită victima unei crime îngrozitoare și mult mediatizate. Ea și-a dobândit porecla post-mortem în ziare, din obiceiul lor de a porecli crimele pe care le considerau deosebit de sinistre. Short a fost mutilată, corpul său fiind tăiat în jumătate la nivelul taliei, pe 15 ianurie 1947, în Leimert Park, Los Angeles, California. Cazul de omor nerezolvat al Elisabethei Short a fost sursa unor speculații de scară largă, conducând la apariția unei liste lungi de suspecți, alături de câteva cărți și un film, adaptate după poveste. Asasinarea  Elisabethei Short este unul din cele mai vechi cazuri de omor nerezolvat din istoria Los Angeles-ului.